# 1892 în artă
— 1889 în artă — 1890 în artă — 1891 în artă ——  1892 în artă  —— 1893 în artă — 1894 în artă — 1895 în artă —
1892 în artă implică o serie de evenimente:

## Evenimente

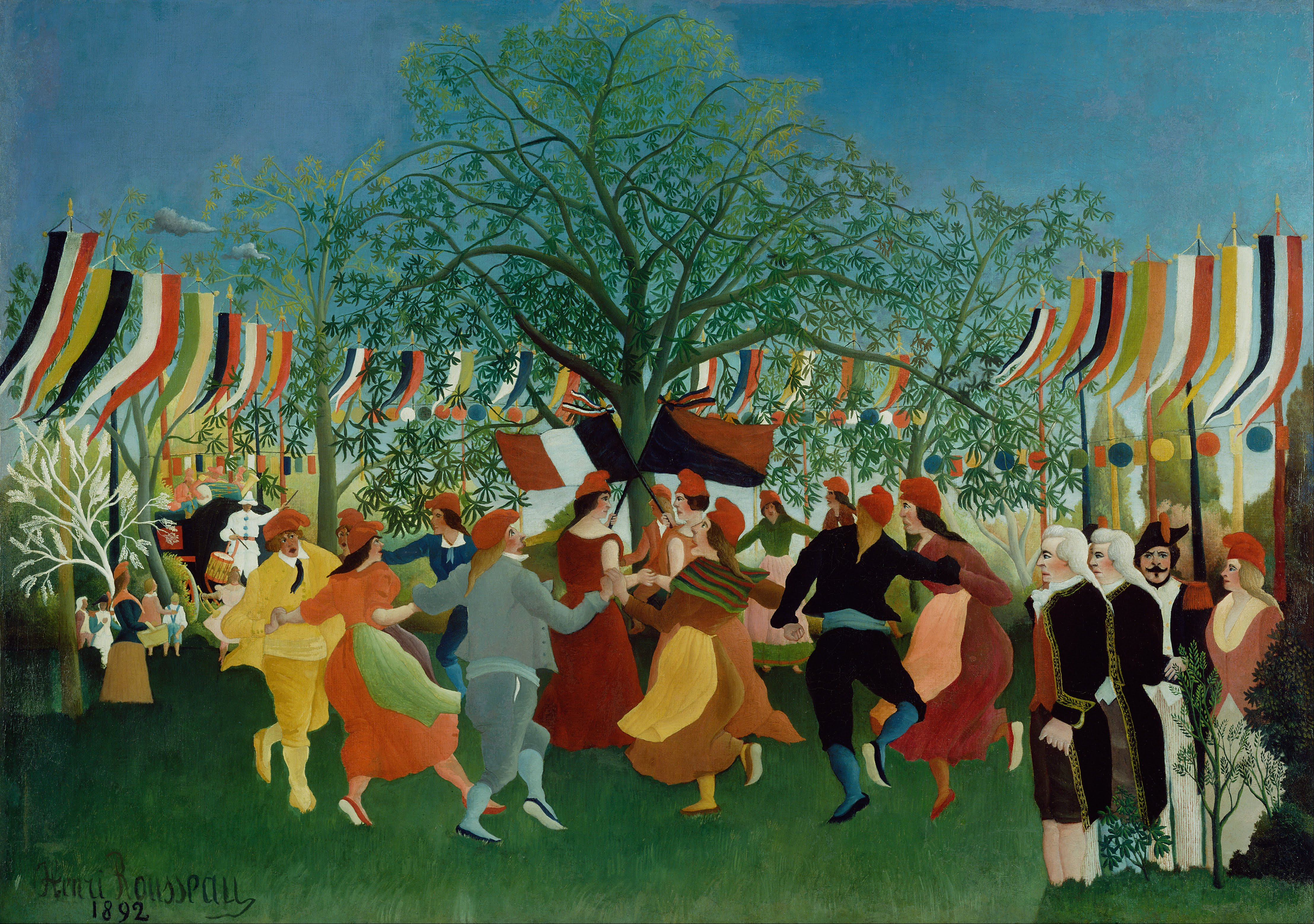
1892 — Henri Rousseau (1844 - 1910) — Centenarul independenței - A Centennial of Independence - Google Art Project Getty Center → WikiData:Q29247

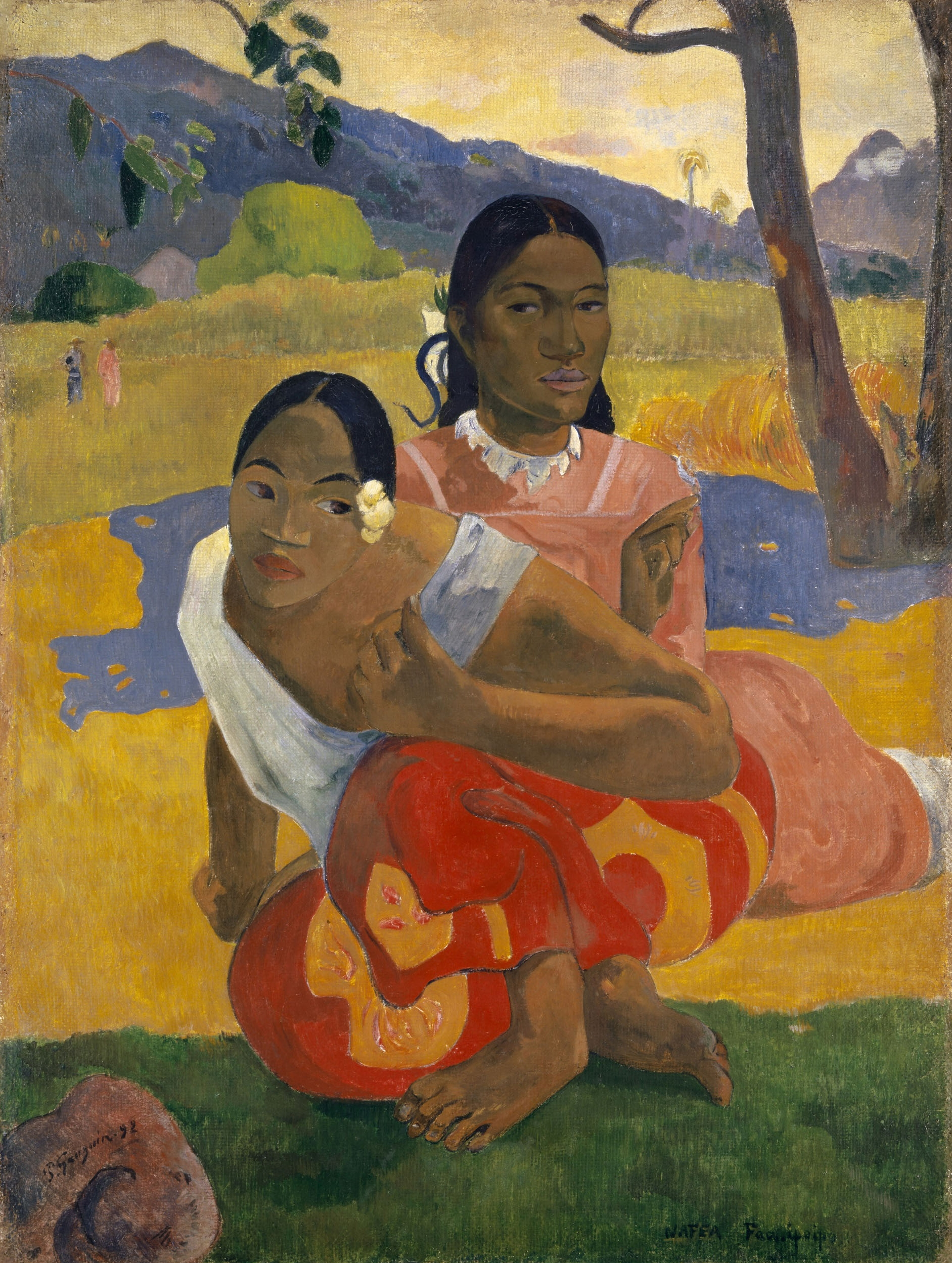
1892 — Paul Gauguin (1848 – 1903) → WikiData:Q37693 – Când te vei căsători? - Nafea Faa Ipoipo? / Nafea Faaipoipo - (ulei pe pânză, dimensiuni 101 cm x 77 cm)

## Decese
- 1 ianuarie
- 19 ianuarie
- 31 ianuarie
- 6 februarie  —
- 10 martie —
- 3 septembrie —
- 10 septembrie —
- 3 noiembrie —
- 15 noiembrie –
- 12 decembrie

## Nașteri
- 1 ianuarie
- 31 ianuarie
- 4 martie –
- 15 aprilie –
- 17 mai
- 30 iunie
- 6 iulie  —
- 10 august —
- 3 septembrie —
- 19 septembrie —
- 3 octombrie —
- 15 noiembrie —
- 31 decembrie —

## Galerie de imagini
- Lucrări reprezentative